# まほうのレシピ
『まほうのレシピ』（英: Just Add Magic）は、シンディ・キャラハンのジュブナイル小説 Just Add Magicを原作とするアメリカ合衆国のテレビドラマシリーズ。Amazonビデオより米国では2015年1月15日、日本では2016年2月12日より配信が開始され、2019年10月に最終話であるシーズン3パート2が配信された。
「まほうのレシピ ～ミステリー･シティ～」が続編にあたる。

## あらすじ

### シーズン1
サフラン・フォールズの町に住む10代の少女ケリー、ハンナ、ダービーの3人は屋根裏で古めかしい料理本を見つける。「ごきげんチョコチップクッキー」「ぐーたらラザニア」「おだまりケーキ」など奇妙な料理名と、セドロニアン・バニラ や トリアン・タイムなど、聞いたことのないスパイスを使うこの不思議な料理本のレシピには魔法がかけられていることを知る。そして魔法の料理を作る者には副作用が起きることを知るが、治まったのち料理本を読み直すと「高潔な行いと真心によって、行いは元に戻せる」と書かれていた。ケリーは数か月前から祖母レベッカが急に言葉を話せなくなったことに料理本や魔法が関係していると直感し、呪いを解くため料理本の研究を始めることにする。

### シーズン2パート1（シーズン201）
ケリー、ハンナ、ダービーの「土壇場のレイヤー･ケーキ」がすべての呪いを解いたことでレベッカは元に戻ることができた。しかし魔法が解かれたことで、同時に50年前にレベッカ達の料理により姿を消したチャック・ハンキンスも町に戻ってきた。だがチャックはただの問題児ではなかった。彼がケリーたちに近づく本当の目的を3人は知らなかった。

### シーズン2パート2（シーズン202）
登場人物の生活が変化する。ケリーの母テリーは市長選挙に立候補し、父のスコットはテリーのサポートのために仕事を変える。ケリーは修学旅行の費用のためママPの店でアルバイトを始め、ハンナはフォックス・キャニオン・マグネット・スクールに転校し、ダービーは演劇部のオーディションに挑戦する。レベッカも アンティークショップで働きだした。
そうして料理から離れていたが、ケリーのリュックから魔法の料理本と魔法のスパイスが消えてしまう。3人は盗まれたものを探していくと、犯人は90年代に本を守っていた１人のRJという人物だと分かる。調査していく中で魔法を知る者たちの記憶が次々と消されていく。見えざる敵を探すミステリーに引きこまれていく。

### シーズン3パート1（シーズン301）
スパイスの庭は甦り、料理本も失われなかった。しかしスパイスが街中で繁殖し、何者かによりナイトブルームが盗まれてしまう。そのうちサフラン・フォールズで地震が発生してチャックの秘密の貯蔵庫が現れる。魔法のレシピの仕業だと感じた３人は対抗するが、なかなか捉えることができない。ママPは突然店を売却して旅に出るなど３人の周囲の環境も変化していく。

### シーズン3パート2（シーズン302）
まほうのレシピ本はベイシティに移住したてのゾーイに引き継がれた。ケリー、ハンナ、ダービーは新しい３人組に魔法で結婚式を救う方法を教えようとする。イシュとレオも本を守る者に選ばれるのだった。
物語は「まほうのレシピ ～ミステリー･シティ～」へと続く

## 登場人物
Kelly・Queen

演 - Olivia Sanabia、日本語吹替 - 松嵜麗
料理本の守り手の1人。 ロックバリー・ミドルスクールに通う女子。
屋根裏で見つけた料理本から作った料理が魔法を起こしたことから、突然しゃべれなくなった祖母(レベッカ・クイン)にも魔法が関わっていると直感し、ハンナやダービーと祖母を助ける方法を探す。
自己中心的で人の話を聞かず身内贔屓の性格。
まわりに相談せずに一人で行動してしまうことが多く、魔法の、料理本に頼りすぎる傾向がみられる。
Hanna・Parker・Kent

演 - Aubrey K. Miller、日本語吹替 - 田中真奈美
料理本の守り手の1人。 ロックバリー・ミドルスクールに通う女子。
慎重でなんでもきちんと準備をしておきたい性格。
美人で秀才な姉がいる。
シーズン1の9話をきっかけにジーナ・シルヴァーズから、ピアノを習うことになる。
シーズン201では両親の勧めで近隣のマグネット・スクールへ転校する。
ダービー・オブライエン
演 - Abby Donnelly、日本語吹替 - 深田愛衣
料理本の守り手の1人。ロックバリー・ミドルスクールに通う女子。
他の二人ほど料理作業は得意ではなくお調子者で思ったことをズケズケと言う。
シーズン201では父親の再婚に悩むが義母の優しさに絆される。
シーズン202で、演劇サークルに入る。
ジェイク・ウィリアムズ
演 - Judah Bellamy、日本語吹替 - 長瀬ユウ
ケリー達と仲のよい、ロックバリー・ミドルスクールに通う少年。
ママPの店やフードバイク（フードトラックの自転車版）での移動販売、ベビーシッターなど複数のアルバイトをかけ持ちしている。
料理の腕は高くママPを信頼し、彼女にも信頼されている。
シーズン1の5話でケリー達から魔法の料理本の秘密を打ち明けられる。
シーズン201ではチャックに身体を乗っ取られるも解決する。
レベッカ・クイン（おばあちゃん）
演 - ディー・ウォレス、日本語吹替 - きそひろこ
過去の料理本の守り手（ダービーによって「OC」と名付けられる）の1人
あだ名はベッキー。
シーズン1の本編の数か月前のある日突然喋ることができなくなり意思の疎通も難しくなった。
ケリーが屋根裏部屋から魔法のレシピの本を見つけたことを伝えると一瞬だけ正常に戻って、直感を信じろと言い残す。
シーズン1の最終話で本による呪いが解けて元に戻る。
シーズン202では骨董品店で働いている。
アイダ・ペレス（ママP）演 - エイミー・ヒル、日本語吹替 - 塙英子
過去の料理本の守り手（OC）の1人
「ママP」（“Mama P's”）という食品店兼カフェを経営している才女。
聡明で多様な魔法のレシピを覚えている。
魔法のレシピで使うハーブを自身の店の秘密の貯蔵庫に保管しており、主人公たちへの使用も許している。とても寛容な人である。
一方で、40年間サフラン・フォールズの町から一歩も外に出ることのできない理不尽な呪いをかけられたが自身の手でその呪いを解くことに成功し、シーズン1の最終話でサフラン・フォールズから旅立つ。
シーズン201の2話でケリー達の魔法でパリから呼び戻され、サフラン・フォールズに留まる決意をする。
シーズン202で魔法に関する全ての記憶を消されるが後に取り戻しケリーたちに協力する。
ジーナ・シルヴァーズ
演 - Ellen Karsten、日本語吹替 - 帆足桃子
過去の料理本の守り手（OC）の1人
古い家に一人で住んでいる老婆。
家で子供たちにピアノを教えて生計を立てている。
魔法のレシピで使うハーブを庭で育てている。
シーズン201で少女時代にチャックに魔法を教えたことが判明し、そのためにママPの父親はリストラされママPの家族はバラバラになった。
スコット・クイン
演 - Andrew Burlinson、日本語吹替 - 水越健
ケリーの父親
シーズン202では市長選に立候補した妻と家庭のため、フリーランスとなり、自宅で仕事を始める。
テリー・クイン
演 - Catia Ojeda、日本語吹替 - 寺門真希
ケリーの母親
シーズン201で減速帯設置の署名活動した行動力が議会に認められ、現市長の補佐に抜擢される。
シーズン202では市長に立候補する。
バディ・クイン
演 - Aiden Lovekamp、日本語吹替 - 荒川菜月
ケリーの弟、9歳のいたずら盛り。
旅人
演 - ミラ・ファーラン、日本語吹替 - 寺門真希
50年前にレベッカ達に料理本を手渡した謎の人物。本を守る者だが、本の力を自分で使うことは出来ないと語る。
シーズン201のある事件で力尽き消滅する。
パトリック・オブライエン
演 - Todd Robert Anderson、日本語吹替- 砂山哲英
ダービーの父親
DIYが得意
シーズン1では仕事を首になるが、ダービー達の機転でロックバリー・ミドルスクールの技術科教師に転職する。
シーズン201では元同僚のエイミーと交際を始める。
チャック・ハンキンス
演 - Zach Callison、日本語吹替 - 陣谷遥
1965年のプルオット祭の日に突然行方不明になった少年。
シーズン1最終話のケリー達の魔法によって、50年前の姿のまま現代に現れる。
ノエル・ジャスパー
演 - Felisha Terrell、日本語吹替- 東郷すばる
「サフロン」というスローフード・レストランをオープンさせたオーナー店長
アーサー・モリス（モリス先生）
演 - Usman Ally、日本語吹替- 片山公輔
シーズン202よりハンナが通う、フォックス・キャニオン・マグネット・スクールの教師
RJ・ホワイト（RJ）
演 - Jeremy Guskin、日本語吹替- 鳩岡ポッポ
シーズン201でスコットにレベッカの病は魔法のせいだったと伝える。
シーズン202でケリー達が料理本を失ったと同時に、宝くじと競馬の予想を両方当て、ニュースとなる。
ジル
演 - Sprague Grayden、日本語吹替- 大井麻利衣
市長選挙に出馬することになったテリーの広報担当

## 魔法の料理本
- 魔法のレシピが書かれている料理本。表紙にはナイフとフォークとスプーンがリボンで結ばれたエンブレムが箔押しされている。
- レシピに従い、特殊なスパイスを使って料理して食べることで魔法が発動する。
- 使用するスパイスの種類・分量・バランスが魔法の効果や時間や強さに影響する。
- 各レシピに添えられた副作用や代償、解除条件などの説明書きはなぞなぞと呼ぶ。
- 本自体が意思を持っており、仲のよい兄妹や子供のグループを守り手として選ぶ。
- 現在の守り手が創作した新しいレシピは本に自動で書き込まれる。
- 守り手が仲違いをすると、本は去ってしまう。
- 過去に守り手だった者は、メモ等から料理を再現したり、新しい魔法レシピの研究や創作を自由にできる。ただし本の内容は読むには現在の守り手の協力や同意が必要。
- 本に害を与えようとしたり、本の意思に逆らおうとすると強い呪いがかかることがある。

## 魔法のレシピ
(吹き替え版表記)

### シーズン1
おだまりケーキ
声が出なくなる魔法。セドロニアン系のスパイスを使用していて、このスパイスを料理に入れた者は対価として逆におしゃべりが止まらなくなる。
癒しのヘーゼルナッツ・タルト
ケガが治る魔法。セドロニアン系のスパイスを使用していて、このスパイスを料理に入れた者は対価として逆に体の一部が利かなくなる。
脳みそぶっ飛びボロネーゼ
脳の回転が速くなり、記憶力がよくなったり、話せなかった言語が話せるようになったりする。
なくし物フォンデュ
なくした物が見つかるが、他の人がなくした物であり、それらを「正しき場所」に返すと自分がなくした物が見つかる。
真実はつらいよトリュフ
本音を包み隠さず話してしまう魔法。２個目を食べると元に戻る。
注目されるオルチャータ
文字通り注目される魔法。最後の一滴まで飲み干すと元に戻る。
バレバレ・ペパーミント
近くにいる人の心が読めてしまう魔法。
ずっと友達ピーナツバター＆ジャムサンド
友達になりたい人の名前をくり返し唱えながら食べると、その人と永遠に親友になれる。
やり直しだよ人生はピリ辛シタビラメ
１日をやり直せる。激辛。料理をすべて食べきると、スパイスを入れた量だけ時間が戻る。
記憶はっきり取り戻しフォー・スープ
思い出したい記憶を思い浮かべスープを飲むと、思い出せない過去の記憶を映像で見ることができる。代償に何かを忘れてしまう。
風邪にさよならチキンヌードルスープ
気分がよくなり変なアイデアが浮かぶ。効き目は24時間。
脇道ミックス
自分の内面の恐怖に向き合うと、魔法が進むべき道を示す。
呪いを解くストーンフルーツあめ
最初の１個を食べると呪いが解かれ、最後の１個を食べると呪いが消える。それ以外を食べた者は対価として体が固まってしまう。
なりすましシュニッツェル
外見が料理を作った人に見えてしまう。自分の名前を3回唱えると元に戻る。
がっちり保護シェイク
コップ一杯を飲み干すと呪いや魔法の対価から身を守ることができる。
土壇場のレイヤー・ケーキ
すべての呪いや魔法の対価を解くことができる。
魔法の料理本には何も書いておらず、ケリーたちが独自にレシピを考えた。また名前はケリーがつけた。

### シーズン2パート1
日にちを選んでデーツ
過去の一日にタイムスリップできる魔法。半分食べると時間が移動し、残りを食べると元に戻る。
牛をなだめるサンドイッチ
友好を回復させるために不満を引き寄せてしまう魔法。解決しなかった場合、ある問題が発生する。
信じてタブーレ
人の言う事を何でも信じてしまう魔法。対価として料理を作った人は逆に疑い深くなってしまう。
壁は見ていたタコス
食べて壁に手をあてるとその場所で起きた秘密を知ることができる。
レモン・ライエム・ミント
嘘を見抜くことができる。ライエム（liem）とライ（lie=嘘）がかかっている。
直してチキン
物が壊れている箇所が見えて直さざるをえなくなる。最初に直した物が不完全だとそれがいつまでも続いてしまう。
見せてよ ビネガー・パイ
見えないものが見える魔法。食べた人の姿も見えなくなり、見えないものを見つけるとどちらも見えるようになる。
引き寄せるポーク・サンド
離れている所にある物を引き寄せる魔法。何をどこに引き寄せるかを書く必要があるが、韻をふんでいなければならない。
タフ貝ほうれん草
腕力もしくは意志の力が強くなる魔法。
ぶっ壊し月のペロペロキャンディー
望まない物を破壊することができる魔法。
１人だけのシナモン・ブラウニー
周囲から人がいなくなり、普通のブラウニーを食べた人が独占することができる。
出ていけチキンスープ
招かれざる客（他人の体に乗り移った者）を追い出す魔法。匂いを嗅ぐだけでも効果がある。
思い出マシュマロ
他人の過去を知る事ができる魔法。

### シーズン2パート2
ふわふわナッツクッキー
無くしもの見つける魔法だが、ヒントをたどって無くしものを探しだす必要がある。
魔法の効果中は、代償として、必ず何かを忘れてしまう。
謎のカップケーキ
カップケーキの粉砂糖に触るだけで、本人はそうしていなくとも、周りに嫌われてしまう魔法。
解除方法は、嫌われてもいいと開き直ること。
望みを諦めるグミ
グミを食べた者は、一番大切ものに興味を示さなくなり、捨ててしまう。
スピードアップほうれん草のスフレ
周りの時間が遅くなり、早く行動できるようになる魔法。
効果時間は、レシピを間違えなければ五時間。
テレ・パテ
食べた者同士が、テレパシーで会話出来るようになるチキンパテ
気づいてポテトチップス
食べると、どんなに小さいことをしても、注目を浴びてしまうポテトチップス。
魔法のローズマリー
ひとかぎすれば、不味い料理が美味しく思える
魔法を抜き取れマカロニ・チーズ
正しく作用すれば、食べた人間にかけられた魔法を抜き取ることが出来る。
記憶をとどめてジャム
ジャムを食べる前に留めておきたい記憶を言うと、絶対に忘れない。
代償として、大切な記憶を無くしてしまう。
解除するには、記憶の大元を再現するしかない。
そっくりキャロットケーキ
食べた人間のそっくりさんを作る魔法。
バターを入れすぎると、そっくりさんが増える
壁を築くロースト・トマト
人が家に来ないようにする。
安心できれば、魔法は解除される。
発動中は、家から出れなくなる。
穴埋めガム
ガムを噛みながら、テストを受けると勝手にテストが穴埋めされる
カメレオン・カリフラワー
どんな姿にでも変身することが出来る
手がかり発見クスクス
食べると効果中、名探偵になれる
記憶そのままチキン
食べると記憶を留めておく事が出来る
謎のドリンク
記憶を消すことの出来るドリンク。
対象者を見ながら、ドリンクを飲むことで、魔法にかける事が出来る。
トラップ魔法で、魔法にかかった対象者が、ある行動をとると記憶をなくす。
復活のコンプチャ・ティー
全てのものを蘇らせる魔法のお茶。
代償に、同等の何かを無くす